# Gilmak
Gilmak Queiroz da Silva, mais conhecido como Gilmak, (Horizonte, 2 de dezembro de 1986) é um futebolista brasileiro, que atua como volante. Atualmente joga pelo Crato.

## Títulos
Horizonte
- Campeão do Torneio Início da 3ª Divisão Cearense: 2004

Noroeste
- Campeonato Paulista do Interior: 2006

Fortaleza
- Campeonato Cearense: 2008, 2009 e 2010

Botafogo-SP
- Campeonato Brasileiro - Série D: 2015